# Deogracias
Deogracias (dt.: „Gnade Gottes“) ist ein Ort in der Provinz Litoral in Äquatorialguinea.

## Geographie
Der Siedlung liegt am Südrand der Stadt Mbini. Im Süden schließen sich die Siedlungen Vivac und Poto an.

## Klima
Nach dem Köppen-Geiger-System zeichnet sich Deogracias durch ein tropisches Klima mit der Kurzbezeichnung Am aus.